# Baby Keem

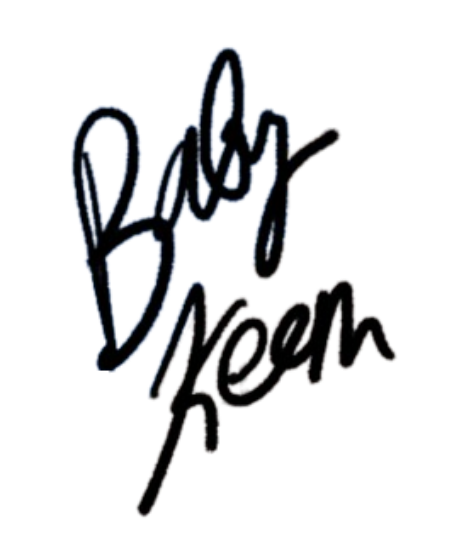
Firma di Baby Keem

Baby Keem, pseudonimo di Hykeem Jamaal Carter Jr. (Carson, 22 ottobre 2000), è un rapper, cantautore e produttore discografico statunitense, noto soprattutto per i singoli Orange Soda, Durag Activity e Family Ties, duetto con Kendrick Lamar.

## Biografia
Baby Keem nasce a Carson, California, il 22 ottobre 2000 ed è cresciuto a Las Vegas, Nevada con la nonna, che considera una seconda madre. È cugino del rapper Kendrick Lamar.

## Carriera
La sua ascesa inizia nel 2018, quando comincia a scrivere e produrre brani per artisti di successo come Kendrick Lamar, Jay Rock e ScHoolboy Q. Nello stesso anno pubblica il suo primo mixtape The Sound of a Bad Habit.
Il suo secondo mixtape, Die for My Bitch, viene pubblicato nel 2019, e ottiene un discreto successo, piazzandosi alla centonovantaseiesima posizione della Billboard 200. Nel mixtape è inoltre contenuto il singolo Orange Soda, che diventa il primo brano di Carter a entrare nella Billboard Hot 100.
Il 30 aprile 2021 ha pubblicato un singolo in collaborazione con Travis Scott intitolato Durag Activity. Il 27 agosto 2021 ha reso disponibile il singolo Family Ties, in collaborazione con Kendrick Lamar. Inoltre, il giorno successivo è apparso nel decimo album in studio del rapper Kanye West Donda nella traccia Praise God, nella quale è presente anche Travis Scott. Il 10 settembre 2021 ha pubblicato il suo primo album in studio, The Melodic Blue, che ha ricevuto recensioni generalmente positive e ha raggiunto la quinta posizione della Billboard 200. L'album contiene le collaborazioni di Kendrick Lamar, Travis Scott, Don Toliver e Brent Faiyaz e vede la co-produzione di Carter stesso in quattordici delle sedici tracce. Il 28 ottobre ha pubblicato una versione deluxe dell'album, contenente sette tracce aggiuntive e le collaborazioni di Don Toliver, PinkPantheress e Lil Uzi Vert.
Il 30 maggio 2023 ha pubblicato a sorpresa The Hillbillies insieme a Kendrick Lamar.

## Discografia

### Album in studio
- 2021 – The Melodic Blue

### EP
- 2017 – Oct
- 2018 – Midnight
- 2018 – No Name
- 2018 – Hearts & Darts

### Mixtape
- 2018 – The Sound of a Bad Habit
- 2019 – Die for My Bitch

### Singoli
- 2019 – Invented It
- 2019 – France Freestyle
- 2019 – Orange Soda
- 2020 – Hooligan
- 2020 – Sons & Critics Freestyle
- 2021 – No Sense
- 2021 – Durag Activity (con Travis Scott)
- 2021 – Family Ties (con Kendrick Lamar)
- 2021 – Issues
- 2023 – The Hillbillies (con Kendrick Lamar)
- 2023 – LeaveMeAlone (con Fred Again)